# Базилев, Иван Васильевич
Иван Васильевич Базилев (30 мая 1800 года, Пенза — 3 декабря 1873 года, Уфа) — педагог, директор училищ Оренбургской Губернии, депутат Уфимской городской думы. Статский советник.

## Биография
Иван Базилев поступил в Казанский университет. В 1819 году окончил курс университета кандидатом филологических наук. Преподавал в учебных заведениях Казанской губернии. С 1820 года работал старшим учителем истории, географии и статистики гимназии в Симбирске. Вместе с преподавателем Корниолиным-Пинским организовал в городе чтение публичных лекций, что сделало его популярным в местном обществе.
25 октября 1831 года Иван Базилев был назначен директором училищ Оренбургской губернии, куда входила и большая часть территории нынешнего Башкортостана. Директор училищ утверждался министром народного просвещения России по представлению университетского совета и осуществлял надзор за всеми средними и низшими учебными заведениями губернии.
В 40-х годах 19-го века Иван Базилев принимал деятельное участие в открытии благородного пансиона при оренбургской гимназии. По его инициативе были организованы ремесленные училища в ряде уездных городов, в том числе и Бирске. Несмотря на противодействие староверов, Ивану Базилеву удалось создать подобное училище и в Уральске.
Он считается основателем старейшего учебного заведения Уфы, Уфимской мужской гимназии, ныне Аксаковской гимназии (бывшей средней школы № 11). Одновременно с государственной службой с 1835 по 1857 год являлся директором этой гимназии. На основе Устава учебных заведений от 5 ноября 1804 года Иван Васильевич в 1837 году смог преобразовать гимназию из четырёхклассной в семиклассную. В 1850 году возглавил комитет по строительству нового здания гимназии.
По инициативе Базилева в Уфу был приглашен профессор Савельев из Казанского университета, который открыл при гимназии метеорологическую обсерваторию, оборудованную самыми современными приборами на то время. Здесь имелись термометры Реомюра, сделанные в Берлине, термометры максимальной и минимальной температур, изготовленные специально в Казани, английский барометр-анероид. Подобных барометров в России тогда было всего три В Санкт-Петербургской академии, Казанском университете и Уфимской гимназии. Перед главным корпусом гимназии были установлены солнечные часы с деревянным циферблатом. Не случайно, в разные годы из стен Аксаковской гимназии вышло много известных людей ученых, писателей, художников, путешественников и исследователей.
В Уфе Иван Базилев оставил после себя памятное место, которое существует до сих пор. В 1811 году уфимским дворянином Осипом Тимофеевичем Непейцевым были начаты работы по насаждению территории своей дачи редкими породами деревьев и кустарников со всего света. Позже дача стала принадлежать Ивану Базилеву, который продолжил дело Непейцева и организовал уникальный дендропарк, который ныне является памятником природы и расположен между улицами Руставели, Макарова и Уфимском шоссе.
Последние годы жизни Иван Васильевич являлся гласным города Уфы (депутатом Уфимской городской думы с правом решающего голоса). Избирался почетным гражданином Уфы. В целом образованный и прогрессивно мыслящий Иван Базилев много сделал для образования и гуманитарного развития Уфы.
Скончался Иван Базилев 3 декабря 1873 года и похоронен в Уфе. Некролог, посвященный этому печальному событию, был опубликован в газете «Уфимские губернские ведомости» за № 51. После его смерти Непейцевская дача по наследству перешла к его сыну Алексею Ивановичу Базилеву, который продолжил дело по обустройству дендропарка. Известно, что Алексей Иванович был женат на дочке выдающегося биолога, врача и путешественника Эдуарда Эверсмана.